# Китаб аль-Ансаб
«Кита́б аль-Анса́б» (араб. كِتَابُ ٱلْأَنْسَابِ‎, [kitaːbu‿l.ʔansaːbi] — «Книга о нисбах») или «аль-Ансаб» (اَلْأَنْسَابُ‎, [al.ʔansaːbu]) — историко-географическое и биографическое произведение среднеазиатского историка Абу Сада Абд аль-Карима ас-Самани (1113—1167).
Ас-Самани родился в городе Мерв (совр. Туркменистан). В «Китаб аль-Ансаб» автор приводит в алфавитном порядке имена известных личностей, в основном религиозных деятелей. Этот труд богат историко-географическими материалами о Центральной Азии, в том числе о регионе современного Южного Казахстана, частично о Семиречье.
«Китаб аль-Ансаб» был издан в 1912 году английском арабистом Дэвидом Марголиусом (англ. «The Kitab al-Ansab by Abd al-Kerim ibn Muhammed al-Samani reproduced in facsimile from the manuscript in the British Museum») на основе очень плохой рукописи (методом факсимиле). Одна из рукописей произведения хранится в Институте востоковедения РАН.